# Gouïevo (oblast de Koursk)
Gouïevo (en russe : Гуево) est un village du selsoviet de Gouïevo du raïon de Soudja dans l'oblast de Koursk, en Russie. Sa population s'élevait à 771 habitants au recensement de 2021.

## Géographie
Le village de Gouïevo se situe dans l'oblast de Koursk, un oblast de la partie européenne de la Russie. Le village fait partie du raïon de Soudja, avec Soudja comme centre administratif. Il se trouve dans le selsoviet de Gouïevo, une municipalité dont il est le chef-lieu.

## Histoire
Lors de l'incursion d'août 2024 dans l'oblast de Koursk au cours de l'invasion russe de l'Ukraine, la localité est conquise par les Forces armées de l'Ukraine. 

## Démographie
Recensements (*) et estimations de la population :
| 2002 * | 2010* | 2021* | - |
| ------ | ----- | ----- | - |
| 1 034  | 904   | 771   | - |